# Шастун Іван Денисович
Шастун Іва́н Дени́сович (*22 червня 1920 року, село Орловець) — радянський військовик, ветеран першої радянсько-фінської та Другої світової війни, пройшовши обидві війни від початку до кінця.

## Біографія
Народився Іван Денисович у селі Орловець сучасного Городищенського району Черкаської області. Закінчив десятирічну школу та вступив до Київського педагогічного інституту. Через рік був призваний до армії.
На початку вересня 1939 року потрапив до військової частини у місто Калінін. У грудні був передислокований до міста Виборг. Перебуваючи там, потрапив на фронт першої радянсько-фінської війни. Після закінчення війни служив у Смоленську. На початку червня 1941 року його підрозділ мали перекинути під Можайськ, однак направили на західний кордон в Білорусі — на річку Західний Буг. Коли почалась війна, замполіт Шастун зі своєю частиною відступав до самої Москви, де брав участі у її обороні. Потім з наступаючими військами дійшов до Волги, воював на Брянському (1942 року) та Воронезькому (1943 року) фронтах, брав участь у Курській битві.
11 вересня 1943 року старший лейтенант ступив на українську землю, звільняв місто Миргород. За звільнення цього міста його 373-я стрілецька дивізія у складі 52-ї армії отримала назву Миргородської. 25 вересня його підрозділ з боями вийшов до Дніпра, переправився на плацдарм в районі черкаського цукрового заводу. Однак після підкріплення німців військовими зі Сміли та Чигирина, радянські війська змушені були відступити за Дніпро. В ніч з 12 на 13 листопада відбулось повторне форсування річки, в районі Дахнівки. Підтримуючи роту старшого лейтенанта Едзельта Іван Денисович перебрався на правий берег. Плацдарм мав глибину всього 1 кілометр, прийшлось відбивати 9 німецьких контратак. 17 листопада брав участь у звільненні Дахнівки і Василихи, потім у боях за Соснівку.
Шастун брав участь у 4 спробах штурму Черкас, 20 та 22 листопада ці спроби були невдалими, 26 листопада — радянські війська мали змогу просунутись до території сучасного університету. 12 грудня штурм міста продовжився і 14 грудня воно було повністю звільнене. В районі сучасного Центру дитячої та юнацької творчості Іван Денисович хотів напитись з криниці води та почув звідти плач дитини. Разом з побратимами врятував 4-річного хлопчика.
Вже як командир артилерійської батареї брав участь у звільненні Вергунів, Хуторів та Степанок, 29 січня 1944 року у складі дивізії звільняв Смілу, 30 січня — Балаклею, 8 лютого — рідний Орловець, 10 лютого — Городище, 10 березня — Умань. Брав участь у форсуванні Дністра та Прута, у звільненні Молдови, зокрема у боях другій Яссько-Кишинівської операції. Потім форсував Віслу, звільняв Польщу, воював на території Німеччини. 8 травня 1945 року на стінах рейхстагу залишив напис «Шастун — Городище». До 13 травня вів бої за звільнення Праги та всієї Чехословаччини.
Його військову частину мали перекинути на Далекий Схід, але пізніше наказ був відмінений. Дивізію повернули до Хмельницька, де й розформували. Іван Денисович хотів довчитись в інституті, але йому відмовили. То ж в армії прослужив ще 25 років, звільнився з лав лише 1961 року. Потім впродовж 28 років працював начальником Черкаської обласної школи цивільної оборони та начальником навчальної частини курсів цивільної оборони у Черкасах.

## Нагороди
За участь у звільненні Черкас отримав орден Вітчизняної війни ІІ ступеня. Нагороджений ще 2 орденами Вітчизняної війни, орденом Богдана Хмельницького, має 2 медалі «За бойові заслуги», медалі «За перемогу над Німеччиною у Великій Вітчизняній війні 1941—1945 рр.», «За звільнення Праги» та інші. 2016 року від мера російської столиці отримав пам'ятну медаль у зв'язку з 70-річницею оборони Москви.
Іван Денисович є почесним громадянином Миргорода, Черкас, Сміли та Городища.